# Васильев, Николай Михайлович (министр)
Николай Михайлович Васильев — советский государственный и политический деятель, председатель Куйбышевского областного исполнительного комитета.

## Биография
Родился в 1901 году в Москве. Член ВКП(б).
С 1938 года — на общественной и политической работе. В 1938—1963 гг. — первый заместитель председателя и секретарь Мособлисполкома, секретарь подпольного окружкома ВКП(б) южных районов Московской области, председатель Куйбышевского облисполкома, министр Комитета государственного контроля РСФСР, заместитель министра водного хозяйства РСФСР, и. о. начальника Главной территориальной инспекции Министерства сельского хозяйства РСФСР, член Государственного комитета Совета министров СССР по внешним экономическим связям.
Избирался депутатом Верховного Совета РСФСР 1-го, 2-го и 3-го созывов.
Умер после 1985 года.